# Cao Phúc Nương
Cao Phúc Nương (chữ Hán: 高福娘, ? - ?), là thị tì trong cung Đồ Đan thái hậu, nước Kim.

## Tiểu sử
Không rõ gia thế và năm sinh của Phúc Nương, nhưng nếu chỉ là thị tì thì có lẽ bà xuất thân trong một gia đình nông dân hoặc nô lệ. Sau khi trưởng thành, bà thành hôn với Đặc Mạt Ca (特末哥) và không rõ khi nào, bà trở thành thị tì hầu hạ Đồ Đan thái hậu, đích mẫu của hoàng đế nước Kim Hoàn Nhan Lượng.
Tháng 7 ÂL năm 1161, Kim chủ Lượng dời đồ đến Biện Kinh, chuẩn bị chiến tranh với triều Tống. Trước kia thái hậu vốn không đồng ý việc Kim chủ dời đô, khi đến Biện, bà sai Phúc Nương đến hỏi Kim chủ, nhân đó Kim chủ và Phúc Nương lén lút quan hệ với nhau. Nhân đó Lượng sai Phúc Nương làm nội gián, dò xét động tĩnh của Đồ Đan thái hậu. Phàm mọi việc làm của thái hậu bất kể lớn nhỏ nàng đều mách lại với Kim chủ. Đặc Mạt Ca lại dạy nàng phải thêm thắt vào thật nhiều để Kim chủ oán hận thái hậu hơn nữa. Lúc đó ở phía bắc, người Khiết Đan làm phản, Kim chủ sai Bộc Tán Hốt Thổ đánh dẹp. Thái hậu nói với Hốt Thổ
Quốc gia khi trước đóng ở Thượng Kinh, rồi dời sang Trung Đô, nay lại dời tới Biện Kinh; rồi còn hưng binh áp sát Giang, Hoài phạt Tống. Ta thường khuyên can mà bệ hạ đâu có nghe. Bây giờ Khiết Đan làm phản rồi thì tính sao?
Cao Phúc Nương đem những lời ấy tâu với Kim chủ khiến Kim chủ tức giận. Kim chủ lại nhớ tới việc Đồ Đan thái hậu nuôi dưỡng người anh cả của mình là Trịnh vương Hoàn Nhan Sung, nay Sung tuy đã chết nhưng vẫn để lại bốn đứa con đều đã đến tuổi trưởng thành, mới sinh nghi thái hậu có ý phế lập. Lập tức lấy bảo kiếm, lệnh Điểm kiểm Đại Hoài Trung đến cung Ninh Đức giết thái hậu. Khi đến nơi, Hoài Trung ép thái hậu quỳ nhận chiếu thư; rồi nhân lúc đó Hổ Đặc Mạt và Bộc Nhi liên tiếp cầm đao chém tới tấp. Cao Phúc Nương lại lấy dây quấn vào cổ thái hậu, khiến thái hậu chết hẳn, rồi trở về phục mệnh rồi hạ lệnh giết chết rất nhiều thị tì, hộ vệ trong cung Ninh Đức và bốn đứa con của Trịnh vương Sung. Kim chủ phong Phúc Nương làm Vân Quốc phu nhân, Đặc Mạt Ca làm Trạch châu thứ sử; và ban tặng Phúc Nương 2000 gian tiền, hứa sau khi diệt Tống rồi sẽ nạp làm phi. Kim chủ còn bảo với Đặc Mạt Ca
Không được nhân khi say rượu mà đánh Phúc Nương, nếu trái lệnh sẽ chết ngay lập tức.
Ai ngờ Kim chủ Lượng viễn chinh thất bại, bị giết ở miền nam. Tào Quốc công Ô Lộc lên ngôi, đổi tên là Ung tức là Kim Thế Tông. Không lâu sau Kim chủ Ung truy phong Đồ Đan thị thụy là Ai hoàng hậu, đồng thời triệu Phúc Nương và Đặc Mạt Ca từ Trạch châu về Trung Đô, giết chết. Không rõ Cao Phúc Nương thọ bao nhiêu tuổi.